# Arsid Kruja
Arsid Kruja (Scutari, 8 giugno 1993) è un calciatore albanese, centrocampista o attaccante del Teuta.

## Carriera

### Club
Il 13 gennaio 2015 viene acquistato a titolo definitivo dalla squadra saudita dell'Hajer per 81.000 euro, firmando un contratto biennale con scadenza il 31 dicembre 2017. Lascia così il Vllaznia dopo 3 stagioni e mezzo.
Il 24 gennaio 2015 appena 11 giorni dopo il suo arrivo in Arabia Saudita viene rimandato in Albania in prestito per 18 mesi al Flamurtari Valona.

### Nazionale
Debutta con l'Under-21 il 15 ottobre 2013 contro la Bosnia ed Erzegovina Under-21.

## Statistiche

### Presenze e reti nei club
Statistiche aggiornate al 1º novembre 2023.
| Stagione        | Squadra           | Campionato      | Campionato | Campionato | Coppe nazionali | Coppe nazionali | Coppe nazionali | Coppe continentali | Coppe continentali | Coppe continentali | Altre coppe | Altre coppe | Altre coppe | Totale | Totale |
| Stagione        | Squadra           | Comp            | Pres       | Reti       | Comp            | Pres            | Reti            | Comp               | Pres               | Reti               | Comp        | Pres        | Reti        | Pres   | Reti   |
| --------------- | ----------------- | --------------- | ---------- | ---------- | --------------- | --------------- | --------------- | ------------------ | ------------------ | ------------------ | ----------- | ----------- | ----------- | ------ | ------ |
| 2011-2012       | Vllaznia          | KS              | 1          | 1          | CA              | 0               | 0               | UEL                | -                  | -                  | -           | -           | -           | 1      | 1      |
| 2012-2013       | Vllaznia          | KS              | 6          | 0          | CA              | 1               | 0               | -                  | -                  | -                  | -           | -           | -           | 7      | 0      |
| 2013-2014       | Vllaznia          | KS              | 32         | 6          | CA              | 5               | 0               | -                  | -                  | -                  | -           | -           | -           | 37     | 6      |
| 2014-gen. 2015  | Vllaznia          | KS              | 17         | 1          | CA              | 2               | 0               | -                  | -                  | -                  | -           | -           | -           | 19     | 1      |
| gen.-giu. 2015  | Flamurtari Valona | KS              | 14         | 1          | CA              | 2               | 0               | UEL                | -                  | -                  | SA          | -           | -           | 16     | 1      |
| 2015-gen. 2016  | Laçi              | KS              | 14         | 1          | CA              | 3               | 1               | UEL                | -                  | -                  | SA          | -           | -           | 17     | 2      |
| gen.-giu. 2016  | Hajer             | SPL             | 0          | 0          | CP              | 0               | 0               | -                  | -                  | -                  | -           | -           | -           | 0      | 0      |
| 2016-2017       | Vllaznia          | KS              | 15         | 0          | CA              | 4               | 0               | -                  | -                  | -                  | -           | -           | -           | 19     | 0      |
| 2017-gen. 2018  | Vllaznia          | KS              | 5          | 0          | CA              | 2               | 0               | -                  | -                  | -                  | -           | -           | -           | 7      | 0      |
| gen.-giu. 2018  | Teuta             | KS              | 16         | 0          | CA              | 0               | 0               | -                  | -                  | -                  | -           | -           | -           | 16     | 0      |
| 2018-gen. 2019  | Teuta             | KS              | 8          | 0          | CA              | 2               | 1               | -                  | -                  | -                  | -           | -           | -           | 10     | 1      |
| gen.-giu. 2019  | Vllaznia          | KP              | 13         | 2          | CA              | 2               | 0               | -                  | -                  | -                  | -           | -           | -           | 15     | 2      |
| 2019-2020       | Vllaznia          | KS              | 30+1       | 1+1        | CA              | 5               | 0               | -                  | -                  | -                  | -           | -           | -           | 36     | 2      |
| 2020-2021       | Vllaznia          | KS              | 32         | 0          | CA              | 5               | 1               | -                  | -                  | -                  | -           | -           | -           | 37     | 1      |
| 2021-2022       | Vllaznia          | KS              | 34         | 0          | CA              | 8               | 0               | UECL               | 4                  | 0                  | SA          | 1           | 0           | 47     | 0      |
| 2022-2023       | Vllaznia          | KS              | 26         | 0          | CA              | 5               | 1               | UECL               | 2                  | 0                  | SA          | 1           | 0           | 34     | 1      |
| Totale Vllaznia | Totale Vllaznia   | Totale Vllaznia | 211+1      | 11+1       |                 | 39              | 2               |                    | 6                  | 0                  |             | 2           | 0           | 259    | 14     |
| 2023-2024       | Teuta             | KS              | 10         | 0          | CA              | 0               | 0               | -                  | -                  | -                  | -           | -           | -           | 10     | 0      |
| Totale Teuta    | Totale Teuta      | Totale Teuta    | 34         | 0          |                 | 2               | 1               |                    | -                  | -                  |             | -           | -           | 36     | 1      |
| Totale carriera | Totale carriera   | Totale carriera | 273+1      | 13+1       |                 | 46              | 4               |                    | 6                  | 0                  |             | 2           | 0           | 328    | 18     |

### Cronologia presenze e reti in nazionale
| Cronologia completa delle presenze e delle reti in nazionale ― Albania under 21 | Cronologia completa delle presenze e delle reti in nazionale ― Albania under 21 | Cronologia completa delle presenze e delle reti in nazionale ― Albania under 21 | Cronologia completa delle presenze e delle reti in nazionale ― Albania under 21 | Cronologia completa delle presenze e delle reti in nazionale ― Albania under 21 | Cronologia completa delle presenze e delle reti in nazionale ― Albania under 21 | Cronologia completa delle presenze e delle reti in nazionale ― Albania under 21 | Cronologia completa delle presenze e delle reti in nazionale ― Albania under 21 |
| Data                                                                            | Città                                                                           | In casa                                                                         | Risultato                                                                       | Ospiti                                                                          | Competizione                                                                    | Reti                                                                            | Note                                                                            |
| ------------------------------------------------------------------------------- | ------------------------------------------------------------------------------- | ------------------------------------------------------------------------------- | ------------------------------------------------------------------------------- | ------------------------------------------------------------------------------- | ------------------------------------------------------------------------------- | ------------------------------------------------------------------------------- | ------------------------------------------------------------------------------- |
| 15-10-2013                                                                      | Elbasan                                                                         | Albania under 21                                                                | 0 – 1                                                                           | Bosnia ed Erzegovina under 21                                                   | Qual. Europeo Under-21 2015                                                     | -                                                                               |                                                                                 |
| 14-11-2013                                                                      | Budapest                                                                        | Ungheria under 21                                                               | 0 – 2                                                                           | Albania under 21                                                                | Qual. Europeo Under-21 2015                                                     | -                                                                               | 81’                                                                             |
| 18-11-2013                                                                      | Elbasan                                                                         | Albania under 21                                                                | 0 – 2                                                                           | Spagna under 21                                                                 | Qual. Europeo Under-21 2015                                                     | -                                                                               | 46’                                                                             |
| Totale                                                                          |                                                                                 | Presenze                                                                        | 3                                                                               |                                                                                 | Reti                                                                            | 0                                                                               |                                                                                 |

## Palmarès

### Club

#### Competizioni nazionali
- Coppa d'Albania: 2

Vllaznia: 2020-2021, 2021-2022